# 绿蓝鸦
绿蓝鸦（学名：Cyanocorax yncas），是鸦科蓝鸦属的一种，分布于尼加拉瓜、委内瑞拉、哥伦比亚、危地马拉、伯利兹、厄瓜多尔、美国、秘鲁、玻利维亚、墨西哥和洪都拉斯。全球活动范围约为1,090,000平方千米。该物种的保护状况被评为无危。
绿蓝鸦的平均体重约为72.2克。栖息地包括亚热带或热带的（低地）湿润疏灌丛、亚热带或热带的湿润低地林、亚热带或热带的高海拔疏灌丛、干燥的稀树草原、亚热带或热带严重退化的前森林和亚热带或热带的湿润山地林。

## 另请参见
- . BirdLife.org.   [2011-06-27]. （原始内容存档于2016-03-04）.